# تشوك وجيك
تشوك وجيك ((بالروسية: Чук и Гек)‏) وهي قصة قصيرة روسية من عام 1939 كتبها كاتب الأطفال السوفيتي أركادي جيدار. وتم اقتباسه كفيلم في عام 1953، من إخراج إيفان لوكينسكي.

## تاريخ النشر
بدأ أركادي جيدار العمل على القصة في ديسمبر 1938. وتم نشرها لأول مرة بواسطة بايونيرسكايا برافدا في يناير 1939، ثم ظهرت تحت عنوان "Telegramma" (البرقية) في الـعدد 2، فبراير 1939، من مجلة كراسنيا نوف. وفي وقت لاحق من ذلك العام تم إصداره كتاب منفصل من قبل دار ديتجيز للنشر، وتم عمل الرسوم التوضيحية بواسطة التغييرات الكبيرة التي قام بها المؤلف وتحت العنوان الجديد «تشوك وجيك». وفي عام 1940، أُدرجت القصة في مجموعة راسكازي (قصص قصيرة) لغايدار.

## الملخص
في موسكو السوفيتية، يعيش الأخوان تشوك وجيك سيريوجينز مع والدتهما بينما يكون والدهما بعيدًا في التايغا السيبيرية لإجراء البحوث الجيولوجية. ومع اقتراب العام الجديد، يرسل السيد «سيريوجين»، الذي يتوق لرؤية زوجته وأطفاله، برقية يطلب منهم الحضور. وبعد القيام برحلة قطار طويلة ومليئة بالأحداث، ورحلة أخرى استغرقت يومين عبر التايغا على زلاجة حصان، وصلوا ليجدوا أن والدهم وفريقه من الباحثين الجيولوجيين ليسوا في القاعدة.
ويعود الحارس من الصيد ويعلن أن فريق البحث الجيولوجي ذهب في رحلة مدتها عشرة أيام إلى مضيق القرش وسيغيب هو نفسه لمدة يومين. وبينما كان بإمكان الثلاثة البقاء في كوخ الحارس، علماً بأن الحارس ليس لديه المفاتيح للمنازل الرئيسية أو المخزن. فقد كان يجب على تشوك وجيك وأمهم الآن البقاء على قيد الحياة خلال الأيام العشرة القادمة في هذه البرية بمفردهم، ومع الإمداد الضعيف الذي أحضروه معهم. وبالنهاية كل شيء ينتهي على ما يرام، حيث يعود الفريق وتم لم شمل الأسرة. فيحتفلون بالعام الجديد معًا قبل أن تعود الأم والأطفال إلى موسكو.

## روابط خارجية
- غيدار، ا ف ب - SovLit.net - موسوعة المؤلفين السوفييت